# Rödgöl (Hannäs socken, Småland)
Rödgöl är en sjö i Åtvidabergs kommun i Småland och ingår i Vindåns huvudavrinningsområde.